# Tollfű
A tollfű, más néven ravennai szakállka, elefántfű vagy ekra (Saccharum ravennae) a perjefélék családjába tartozó, mediterrán eredetű, nagy termetű fűféle. A cukornád közeli rokona. Dekoratív külseje miatt a kertek, parkok népszerű dísznövénye.   

## Megjelenése

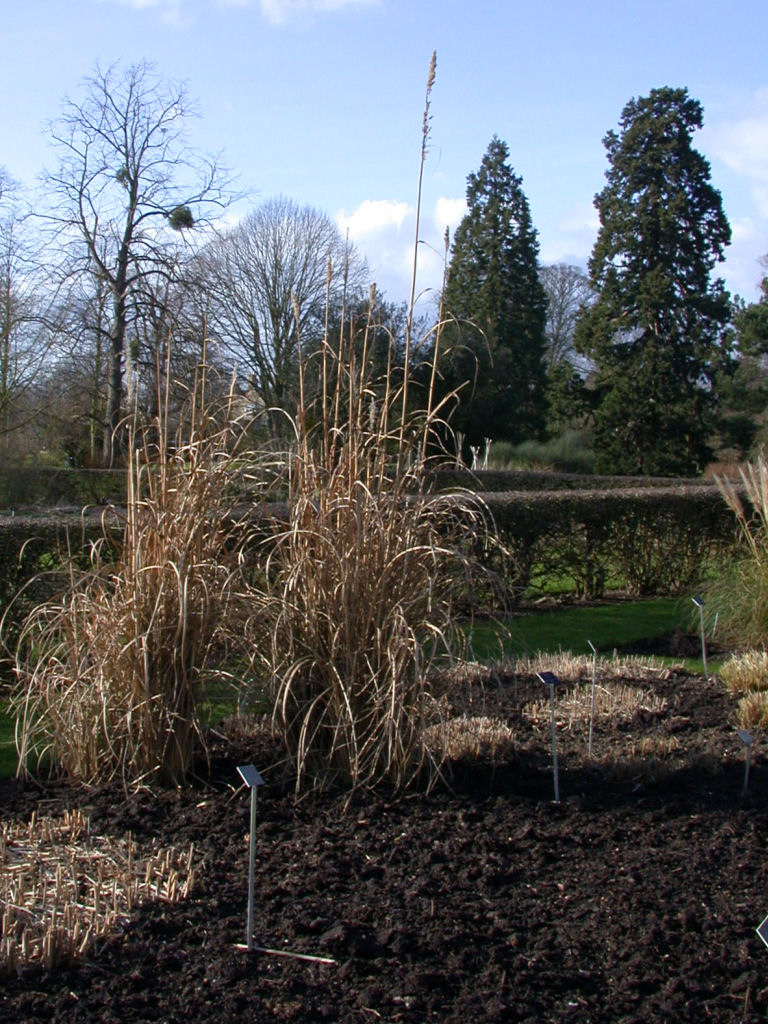
Tollfű a cambridge-i botanikus kertben

A tollfű évelő, fűnemű növény. Fészekbe, csomóba tömörülő, 1,5–2,5 cm szélességű levelei az egy méter hosszúságot is elérik, közepükön fehér csík húzódik végig az egész levél hosszában. 180–240 cm magasra megnövő lombozatát a szökőkútszerűen széthajló levelek alkotják. Ősszel narancsbarnára színeződik. Gyökérzete erős, rizómákról is szaporodhat.
Lilás-bronzos, 25–70 cm-es tollszerű virágzatát akár 4 méteresre is megnövő szárakon hozza. Szeptember-októberben virágzik, télen is megmaradó virágzata kezdetben lilás, majd barnára, végül ezüstös színűre változik. 

## Elterjedése és termőhelye
A Földközi-tenger környékén, Dél-Európában (Olaszország, Franciaország, Spanyolország, Görögország, Bulgária) és Észak-Afrikában, Nyugat-Ázsiában őshonos. Behurcolták Észak-Amerikába is, ahol Kaliforniában, Utahban és Arizonában helyenként invazív fajként viselkedik és a folyópartokon, kanyonokban nagymértékben elszaporodhat, eltömheti a patakok medrét.
A száraz vagy közepes vízellátottságú talajt és a napsütötte helyeket kedveli, jól tűri a szárazságot és a fagyot. Nedves talajban támasztékra lehet szüksége. Elszáradt levélzete tavasszal levágandó. Jelentős kártevője vagy betegsége nem ismert.

## Jelentősége
A mérsékelt övi vagy szubtrópusi kertekben, parkokban egész évben dekoratív dísznövényként ültetik, vagy a talajerózió megakadályozására gyorsan növő, igénytelen fajként alkalmazzák. 